# Érd
Érd (en alemán: Hanselbeck) es un condado urbano en el Condado de Pest, en Hungría. La ciudad se encuentra en el área metropolitana de Budapest, a 21 km al sudoeste del centro de la capital húngara, y también se encuentra cerca del río Danubio.

## Historia
Érd y sus alrededores han estado habitados desde antiguo. Algunos hallazgos arqueológicos muestran que los hombres prehistóricos vivieron en la zona hace ya 50.000 años. 
La primera vez que se menciona Érd en un documento es en el año 1243. El origen del nombre puede ser "erdő" (bosque) o, por otro lado, "ér" (arroyo).
Érd fue tomada en 1543 durante la ocupación de Hungría por parte del Imperio otomano, después de que cayera el castillo de Székesfehérvár. Los otomanos construyeron un castillo sobre una elevación de tierra y una mezquita. Por aquel entonces, se conocía a la ciudad como Hamzsabég. En el año 1684, el ejército liderado por Carlos V de Lorena derrotó a los otomanos en las cercanías de Érd. En 1776, Érd se convirtió en oppidum (ciudad). Es posible que ya fuera oppidum antes de la ocupación otomana. 
A principios del siglo XX, Érd pasó a ser propiedad de la familia Károlyi. La ciudad creció, aunque la agricultura permaneció siendo su actividad principal hasta 1972, cuando se construyeron nuevas instalaciones y aumentó el valor turístico de la ciudad. 
Entre los censos de los años 1991 y 2001, Érd fue la localidad de mayor crecimiento en toda Hungría, llegando a aumentar su población en un 30,6%. El 7 de noviembre de 2005, el parlamento húngaro decidió que se le concedería el estatus de ciudad con derechos condales a Érd a partir de la fecha de las siguientes elecciones, en otoño de 2006.

## Turismo

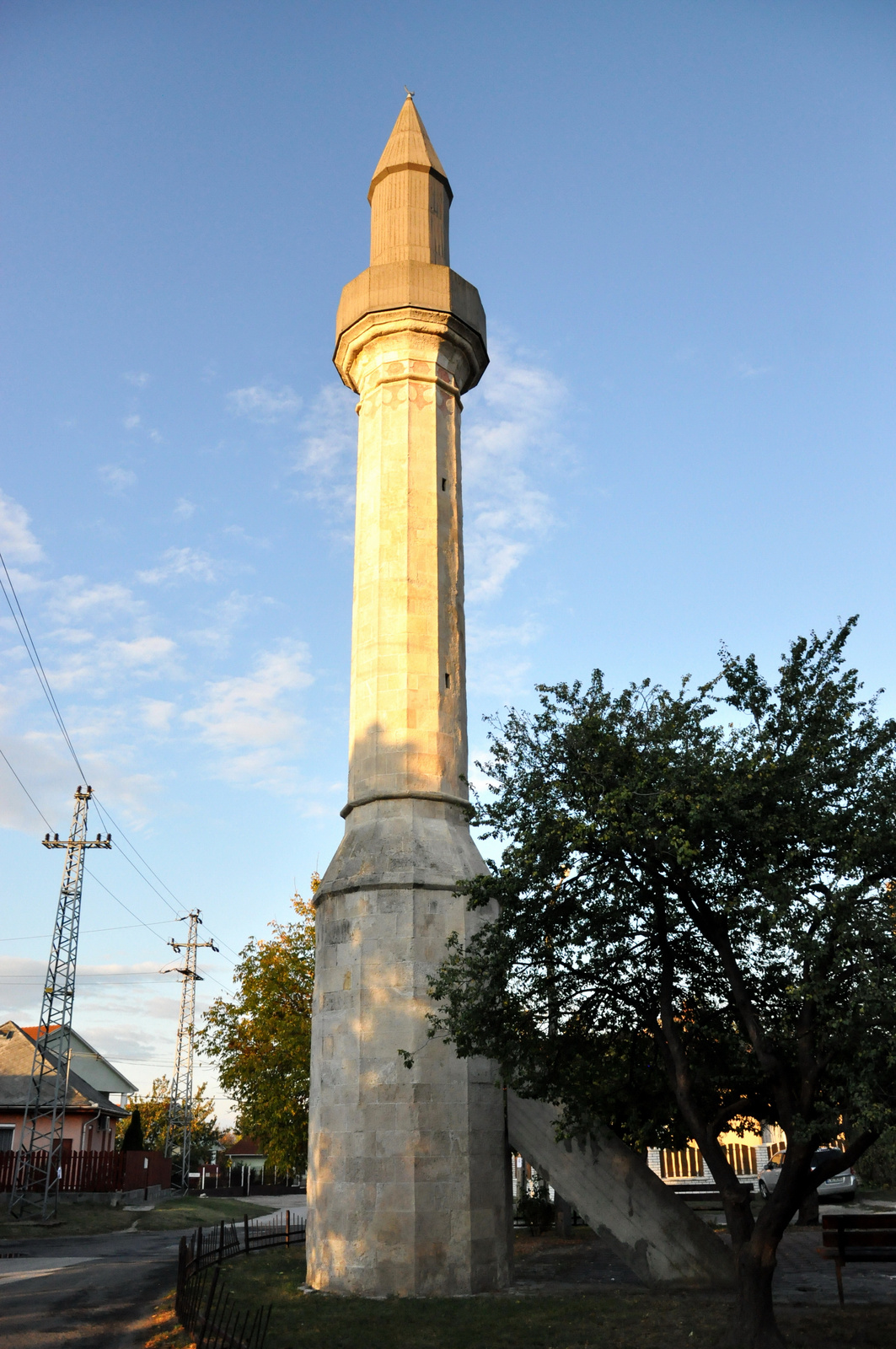
Minarete turco

- Museo de Geografía de Hungría (Magyar Földrajzi Múzeum), fundado por el geógrafo Dénes Balázs.
- Iglesia de San Miguel (Szent-Mihály templom), de estilo barroco.
- Minarete turco del siglo XVII, uno de los tres que existen en Hungría.
- Restos de una calzada romana.
- Valle de Fundoklia (Fundoklia-völgy), en el que se encuentran especies de plantas poco comunes.
- Kutyavár.

## Demografía
| 3,027                      | 3,188 | 3,343 | 3,480 | 3,953 | 3,990 | 5,632 | 14,523 |
| (Fuente: [cita requerida]) |       |       |       |       |       |       |        |

| 16,444                     | 23,047 | 31,205 | 41,330 | 43,327 | 56,567 | 63,669 |
| (Fuente: [cita requerida]) |        |        |        |        |        |        |

Población por nacionalidad:
- Húngaros - 93,4%
- Gitanos - 1%
- Alemanes - 0,6%
- Otros - 0,8%
- Sin datos - 4,2%

Población por confesión religiosa: 
- Católicos - 49,2%
- Calvinistas - 14,2%
- Católicos griegos - 2,2%
- Luteranos - 1,8%
- Otros (cristianos) - 1,5%
- Otros (no cristianos) - 0,2%
- Ateos - 16,5%
- Sin datos - 14,3%

## Ciudades hermanadas
- Reghin, Rumanía
- Poynton, Reino Unido
- Lubaczow, Polonia